# Mark Fiore

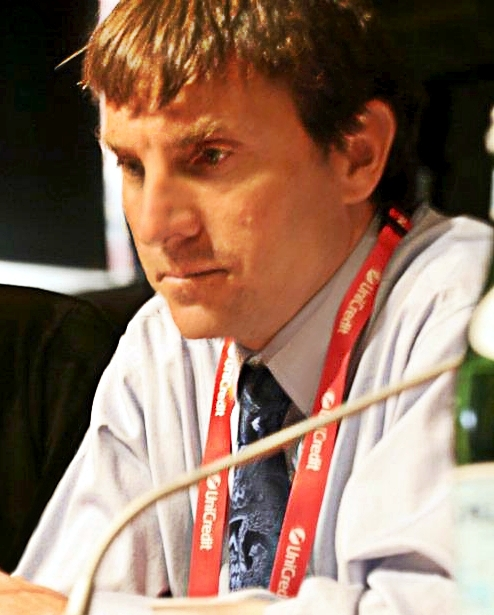
Mark Fiore

Mark Fiore (* 1970 in Kalifornien) ist ein US-amerikanischer Polit-Cartoonist, der besonders für animierte Flash-Cartoons bekannt ist. Er lebt in San Francisco und ist Mitglied der American Association of Editorial Cartoonists.

## Leben
Mark Fiore wuchs in Kalifornien und Idaho, eine Kombination, die seinen Blick auf politische Theorien schärfte. Er studierte Politikwissenschaft am Colorado College und schloss 1991 mit einem Diplom ab. Der Commencement Speaker seines Jahrgangs war Dick Cheney.
Mark Fiore begann als Karikaturist für verschiedene Zeitungen von der Washington Post bis zur Los Angeles Times. Ende der 1990er begann er während seiner Zeit als Karikaturist bei der San Jose Mercury News mit Animationen zu experimentieren. Nachdem er bei Mercury News gefeuert wurde, weil er sich nicht dem Druck beugen wollte, sanfter mit George W. Bush umzugehen, begann er sich nur noch diesem Bereich zu widmen. Er startete als Freelancer und verkauft seitdem seine Cartoons an andere Websites oder Fernsehsender. Einer seiner ersten Kunden war die Website cbs.com. Er traf damit den Nerv der Zeit und war einer der ersten Cartoonisten, die politische Karikaturen als Animationen veröffentlichten.
Seine Arbeiten wurden unter anderem von den Websites des San Francisco Chronicle, Newsweek, Slate.com, CBS News, MotherJones.com, NPR und aktuell KQED genutzt. Im Fernsehen sind sie unter anderem auf CNN, Frontline, Bill Moyers Journal und Salon.com zu sehen.
2010 veröffentlichte er eine Mobile App namens NewsToons, die zunächst von Apple zurückgewiesen wurde, weil sie sich über öffentliche Personen lustig machte und dies den Nutzungsbedingungen widersprach. Nachdem auf diversen Plattformen, unter anderem NeimanLab und Wired, Artikel darüber veröffentlicht wurden, kam es zu einer Welle des Protests und die App wurde in den Apple Store aufgenommen.
2016 gewann er den Herblock Prize, benannt nach Herb Block von der Washington Post.

## Stil
Das Wallstreet Journal bezeichnete ihn einmal als „the undisputed guru“ des animierten politischen Cartoons. Tatsächlich startete er seine Karriere, als Karikatur und Animation noch nebeneinander existierten. Er war damit Vorreiter für eine ganze Reihe anderer Künstler. Mark Fiore versteht sich als Anhänger des Free Speech Movements und lehnt jede Form der Einflussnahme und Zensur ab. So verteidigt er unter anderem auch die bildliche Darstellung von Mohammed sowie die Werke von Charlie Hebdo. Für seine eigenen Werke achtet er jedoch darauf, respektvoll mit anderen Kulturen, Ethnien und Religionen umzugehen.

## Auszeichnungen
Fiores Arbeiten wurden von der Columbia University Graduate School of Journalism und der der Online News Association mit dem Online Journalism Award ausgezeichnet. Außerdem bekam er zweimal den New Media Award der National Cartoonist Society.
2010 erhielt Fiore den Pulitzer-Preis für redaktionelle Karikaturen für seine animierten Cartoons auf sfgate.com, welche nach Ansicht der Jury mit „beißendem Witz, extensiver Recherche sowie der Fähigkeit, komplexe Themen zusammenfassen, einen hohen Standard für eine herausragende Form der Kommentierung setzen“.